# Cadet Rousselle

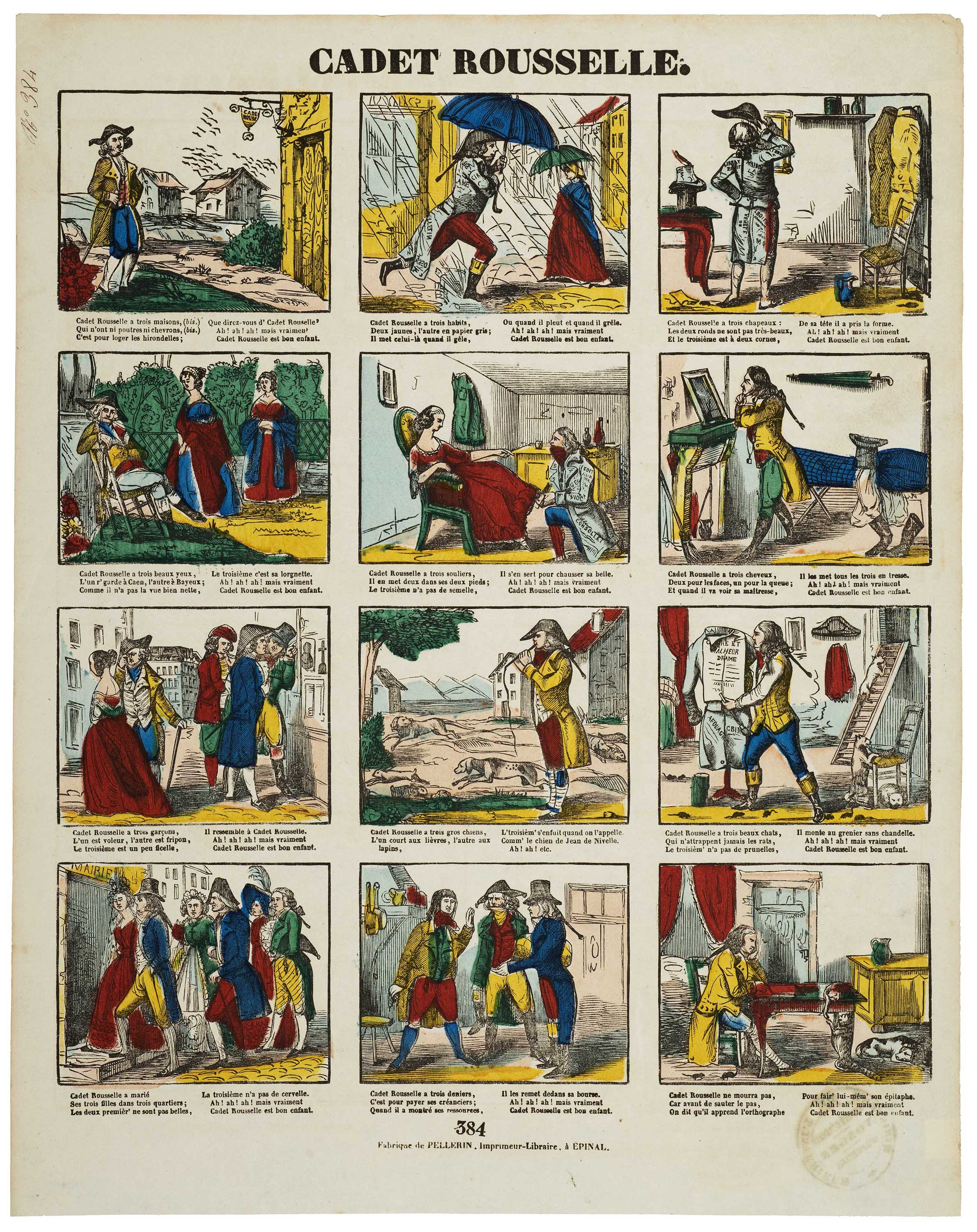
Druck aus dem Jahr 1844

Cadet Rousselle ist ein französisches Volkslied. Die Verse erzählen vom titelgebenden „Kadetten Rousselle“ und dessen seltsamen Lebensstil. Über den möglichen Hintergrund und die Entstehungsgeschichte des Liedes gibt es verschiedene Theorien.

## Mögliche Hintergründe
Unumstritten ist, dass Cadet Rousselle aus einem Jean de Nivelle gewidmeten Spottlied entstand. Die Frage, wie es zu den Erzählungen von einem „Kadetten Rousselle“ kam, wird auf unterschiedliche Weisen beantwortet.

### „Kadett Rousselle“ als Sonderling von Auxerre
Die eine Theorie sieht Cadet Rousselle als überspitzte Anspielung auf den tatsächlich „Kadett Rousselle“ genannten und als Exzentriker beschriebenen Guillaume Joseph Roussel. Dieser tauchte im Jahr 1763 als junger Mann in Auxerre auf und begann dort als Hausdiener zu arbeiten. Später arbeitete er für einen Gerichtsvollzieher, noch später nahm er selbst dieses Amt an. Die Bezeichnung Kadett rührte nicht von einer Vorbereitung auf eine militärische Karriere, sondern auf Roussels Rolle als jüngster Vertreter seiner Stammlinie. (Das französische Wort cadet bedeutet so viel wie Jüngster.) Während der Französischen Revolution war er aktiver Revolutionär. Die Abänderung des Jean de Nivelle gewidmeten Spottliedes sei einem französischen Adeligen zu verdanken; Spekulationen zufolge als bewusste Verunglimpfung des namentlich bekannten Revolutionärs. Das Lied sei anschließend von Truppen als Marschlied aufgenommen und durch die Soldaten in ganz Frankreich verbreitet worden.

### „Kadett Rousselle“ als Witzbold in der Armee
Der Theorie des Schriftstellers Théophile Marion Dumersan zufolge liegen die Ursprünge von Cadet Rousselle im Militär selbst. „Kadett Rousselle“ sei der Spitzname eines Soldaten gewesen, der in seinem Regiment als Spaßmacher aufgefallen sei. Während einer Stationierung im Brabant um 1792 hätten Soldaten das Spottlied über Jean de Nivelle kennengelernt. Weil ihnen dieser Name aber kein Begriff gewesen sei, hätten sie den verhöhnten Adeligen mit dem ihnen vertrauten „Kadetten Rousselle“ ersetzt.

## Text
Französischer Text:
Cadet Rousselle a trois maisons ×2

Qui n’ont ni poutres ni chevrons ×2

C’est pour loger les hirondelles

Que direz-vous d’Cadet Rousselles?

Ah! Ah! Ah! Oui vraiment!

Cadet Rousselle est bon enfant!

Cadet Rousselle a trois habits ×2

Deux jaunes, l’autre en papier gris ×2

Il met celui-là, quand il gèle

Ou quand il pleut ou quand il grêle

Ah! Ah! Ah! Oui vraiment!

Cadet Rousselle est bon enfant!

Cadet Rousselle a trois gros chiens ×2

L’un court au lièvre, l’autre au lapin ×2

L’troisième s’enfuit quand on l’appelle

Comme le chien de Jean de Nivelle

Ah! Ah! Ah! Oui vraiment

Cadet Rousselle est bon enfant

Cadet Rousselle a trois garçons ×2

L’un est voleur, l’autre fripon ×2

Le troisième est un peu ficelle

Il resemble à Cadet Rousselle

Ah! Ah! Ah! Oui vraiment!

Cadet Rousselle est bon enfant!

Cadet Rousselle a marié ×2

Ses trois filles dans trois quartiers ×2

Les deux premières ne sont pas belles

La troisièm’ n’a pas de cervelle

Ah! Ah! Ah! Oui vraiment!

Cadet Rousselle est bon enfant!

Cadet Rousselle a trois deniers ×2

C’est pour payer ses créanciers ×2

Quand il a montré ses ressources

Il les remet dedans sa bourse

Ah! Ah! Ah! Oui vraiment!

Cadet Rousselle est bon enfant!

Cadet Rousell’ ne mourra pas ×2

Car, avant de sauter le pas ×2

On dit qu’il apprend l’orthographe

Pour fair’ lui-mêm’ son épitaphe

Ah! Ah! Ah! Oui vraiment!

Cadet Rousselle est bon enfant!
Deutsche Übersetzung:
Kadett Rousselle hat drei Häuser ×2

Die haben weder Balken noch Sparren ×2

Um die Schwalben zu behausen

Was sagt ihr zu Kadett Rousselle?

Ah! Ah! Ah! Sehr wohl!

Kadett Rousselle ist ein guter Junge!

Kadett Rousselle hat drei Kleider ×2

Zwei gelbe, das andere aus grauem Papier ×2

Dieses trägt er wenn es kalt ist

Wenn es regnet oder hagelt

Ah! Ah! Ah! Sehr wohl!

Kadett Rousselle ist ein guter Junge!

Kadett Rousselle hat drei große Hunde ×2

Der eine jagt Feldhasen, der andere Kaninchen ×2

Der Dritte flieht wenn man ihn herruft

Wie der Hund von Jean de Nivelle

Ah! Ah! Ah! Sehr wohl!

Kadett Rousselle ist ein guter Junge!

Kadett Rousselle hat drei Knaben ×2

Einer ist Dieb, der andere ein Halunke ×2

Der Dritte ist etwas verstrickt

Ganz der Kadett Rousselle

Ah! Ah! Ah! Sehr wohl!

Kadett Rousselle ist ein guter Junge!

Kadett Rousselle ist verheiratet ×2

Seine drei Mädchen in drei Quartieren ×2

Die ersten Zwei sind keine Schönheiten

Die Dritte hat keinen Verstand

Ah! Ah! Ah! Sehr wohl!

Kadett Rousselle ist ein guter Junge!

Kadett Rousselle hat drei Groschen ×2

Damit bezahlt er seine Gläubiger ×2

Hat er seine Ressourcen vorgezeigt

Näht er sie in seinem Geldbeutel fest

Ah! Ah! Ah! Sehr wohl!

Kadett Rousselle ist ein guter Junge!

Kadett Rousselle stirbt nicht ×2

Denn bevor er ins Gras beißt ×2

Sagt man, lerne er die Rechtschreibung

Um sein eigenes Epitaph zu fertigen

Ah! Ah! Ah! Sehr wohl!

Kadett Rousselle ist ein guter Junge!